# Jayavarman III
Jayavarman III fut roi de l'Empire khmer entre 834 et 877.

## Origine
Jayavarman III est le fils et successeur de Jayavarman II, né de la princesse Dharanindradevi.

## Règne
L'histoire de son règne reste peu connue avec des périodes de longues lacunes documentaires : peu de choses nous sont parvenues de ce roi si ce n'est qu'il appréciait la chasse à l'éléphant. Toutefois, certaines sources placent son règne entre 834 et 877. C'est Indravarman Ier, fils de son oncle maternel, qui lui succède.